# Lenguas kiwai
Las lenguas kiwai constituyen una familia lingüística de lenguas papúes que forman la rma principal del grupo de las lenguas kiwai-porome (este último grupo propuesto por Malcolm Ross). Las lenguas kiwai se son una familia bien establecida de lenguas habladas a lo largo de la costa de la provincia del Golfo y de la provincia Occidental.

## Datos
La lengua kiwai es papuana y en su dialecto meridional de la isla Kiwai, localizado en el delta del Fly y en las regiones costeras orientales y sudorientales de Trans-Fly, fue adoptado por la London Missionary Society a comienzos del siglo XX para uso en la iglesia como lingua franca en las regiones de otros dialectos kiwai meridionales y en las vecinas lenguas kiwai del norte. Con la traducción de las Escrituras en las décadas de 1940 y 1950 en otras lenguas kiwai al norte el uso de la isla Kiwai como base misionera y lengua de iglesia cesó en esas regiones. Antes de esa fecha el número de personas procedentes de otras regiones fuera de la isla Kiawi que tenían un conocimiento de la lengua, aunque fuera pasivo, era de 4.500 hablantes.

## Clasificación
M. Ross relacionó los pronombres personales de las lenguas kiwai con el idioma porome, que previamente se había considerado una lengua aislada. La adscripción del kiwai-promo a las lenguas trans-neoguineanas, aunque plausible, sigue siendo un problema abierto. Las lenguas de la familia son (las cifras entre paréntesis son las cifras de W. Foley (1986)):
Kiwai meridional (9700)
Kiwai septentrional (3700)
Bamu-Gama (2850)
Kerewo (2200)
Wabuda (Waboda) (1700)
Arigbi (700)
Morigi (700)
El kiwai fue ampliamente tratado en la gramática de S. H. Ray (1933) en que se describía la lengua de la Isla de Kiwai que es un dialecto del kiwai meridional. Otra documentación sobre estas lenguas procede de Ray (1923), Riley y Ray (1930), Wurm (1951, 1973).